# Tractat de Tarascó (1291)
El Tractat de Tarascó fou signat el 19 de febrer de 1291 entre el papa Nicolau IV, el rei de Nàpols Carles II d'Anjou i el rei de França Felip IV, d'un costat; i el rei de la Corona d'Aragó Alfons el Franc de l'altre. La intenció del tractat era posar fi a la Croada contra la Corona d'Aragó en el context de la Guerra de les Vespres Sicilianes. Fou signat a la ciutat de Tarascó, a la meitat del recorregut entre el feu papal d'Avinyó i Arles. Guillem Durfort, com a conseller en cap de Barcelona, va participar en les negociacions del tractat.
Segons el tractat, el casal de Valois renunciava als regnes catalans que els havia cedit Martí IV, i el rei catalanoaragonès Alfons el Franc es reconeixia feudatari del Papa, prometia anar a la Croada i retirava l'ajuda al seu germà Jaume el Just, rei de Sicília. Alfons quedà obligat segons el tractat a:
- Anar a Roma en persona per tal que s'aixequés l'excomunió del seu germà Jaume.
- Rendir un tribut de trenta unces d'or a l'església.
- Realitzar una croada a Terra Santa.
- Retirar de Sicília tots els cavallers aragonesos i catalans al servei de Jaume.

Alfons el Franc també va prometre que el seu germà no mantindria el seu regne en contra dels desitjos de Papat, i se li va aconsellar que fes les paus amb el rei de Castella, Sanç IV. El papa, per la seva banda, va anul·lar la investidura de Carles de Valois com a rei d'Aragó i va reconèixer els drets de Jaume II sobre Mallorca.
Quan Alfons va morir un mes més tard, les clàusules del tractat es van declarar nul·les i el tractat deixà de tenir cap significat. El germà d'Alfons, Jaume, que no n'havia estat signatari, ara reunia les corones d'Aragó i Sicília, i no estava disposat a desprendre-se'n de cap. El tractat fou reemplaçat per la Pau d'Anagni de 1295, negociat per un papa més fort que Nicolau, el papa Bonifaci VIII, que posa fi a la lluita i deixà la corona d'Aragó com a propietària de Sicília.